# Colonnade

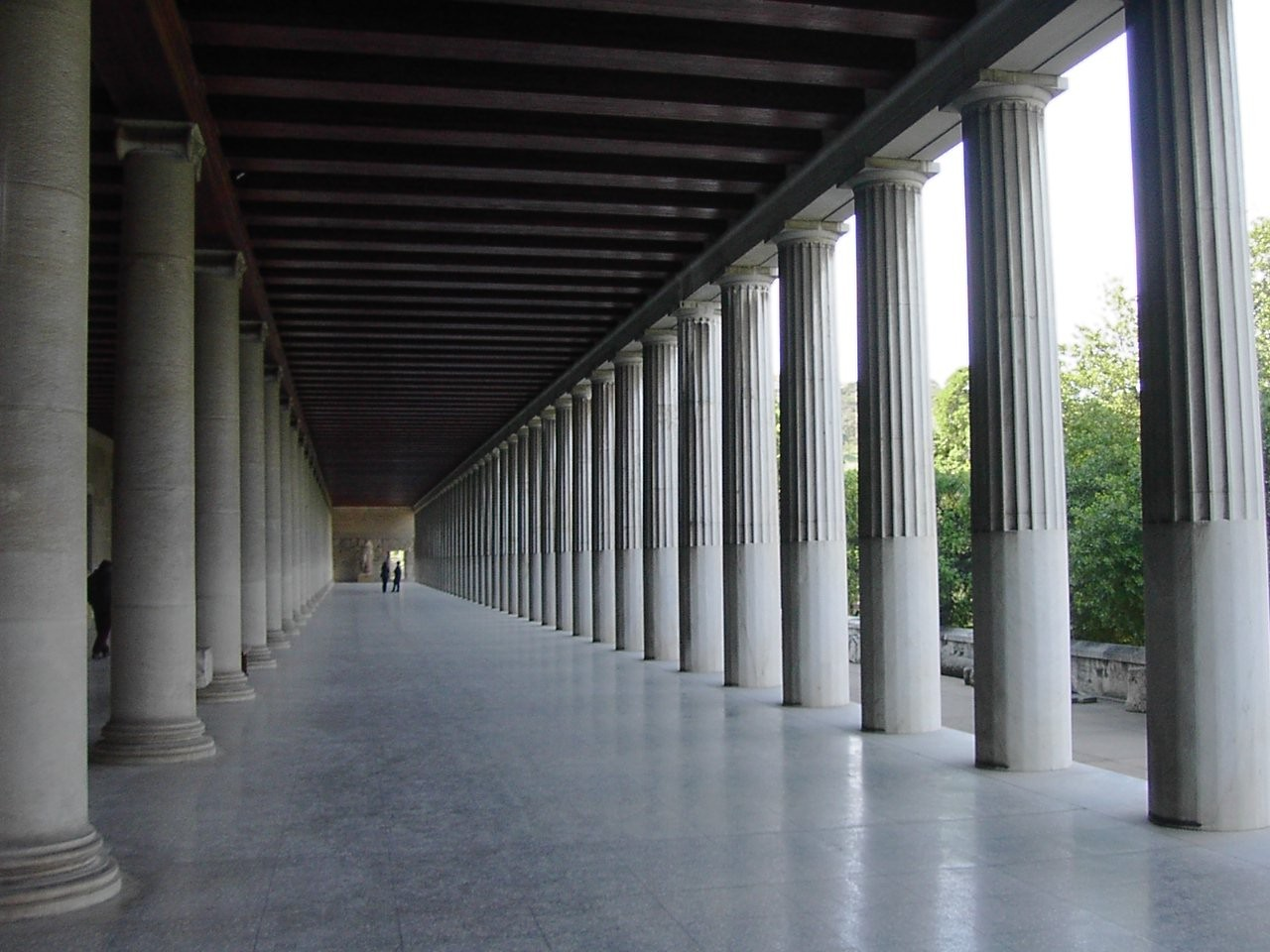
Colonnade in de agora van Athene

Een zuilengang of colonnade is een rij zuilen die een overdekking draagt. Als bouwkundig element gaat de colonnade terug op de architectuur van het oude Griekenland.
Specifieke vormen van de colonnade zijn de portiek (porticus), waarbij de zuilengalerij als hal voor de ingang van een gebouw geplaatst wordt, en het peristylium, waarbij de galerij rond een open binnenplaats loopt. In historische steden werden ook langs straten colonnades gebouwd. Bekende voorbeelden hiervan zijn de Grote Colonnade van Apamea (Syrië), Palmyra (Syrië) en de colonnade van Jerash.
Een zuilengang met bogen wordt een arcade genoemd, omdat deze volgens sommige definities geen colonnade mogen heten.

## Tuinarchitectuur
Colonnades worden ook toegepast in de tuinarchitectuur als constructie waarlangs allerlei planten kunnen groeien. Meestal is deze gemaakt van hout of metaal.
Met een colonnade worden grenzen aangegeven of kan een tuin ingedeeld worden in verschillende ruimtes.